# マリカ・シェラワット
マッリカー・シェーラーワト（英語：Mallika Sherawat, ヒンディー語：मल्लिका सेहरावत, 1981年10月24日 - ）は、インド・ハリヤーナー州出身の女優、モデル。（The Internet Movie Databaseでは、1976年10月24日生まれとなっている）　

## 来歴
子供の頃から女優に憧れ、父の反対を押し切り、単身ムンバイに出る。デリー大学卒業後は航空会社で客室乗務員をしていたが、21歳の時にモデルとしてSNOOPやインド版コスモポリタンの表紙を飾る。ミュージックビデオ等にも出演した後、2003年『Khwaish（欲望）』で映画デビュー。2005年には中国映画『THE MYTH/神話』にも出演した。

## 主な出演作品
映画
- THE MYTH/神話 神話（2005）
- スピーシー・オブ・コブラ Hisss（2010）

ドラマ
- HAWAII FIVE-0（シーズン4） HAWAII FIVE-0（2013～2014）